# Фуендетодос
Фуендетодос (ісп. Fuendetodos) — муніципалітет в Іспанії, у складі автономної спільноти Арагон, у провінції Сарагоса. Населення — 174 особи (2010).
Муніципалітет розташований на відстані близько 250 км на північний схід від Мадрида, 34 км на південь від Сарагоси.

## Демографія
Динаміка населення (INE ):

## Галерея зображень

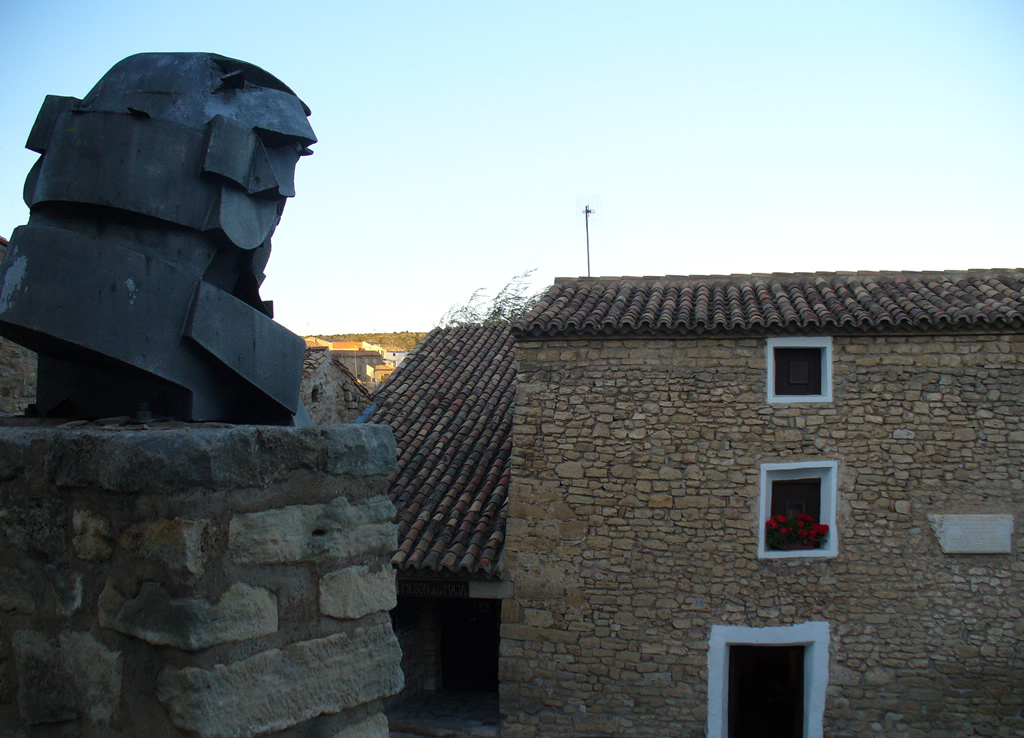
Пам'ятник Франсіско де Гойї перед будинком, де він народився
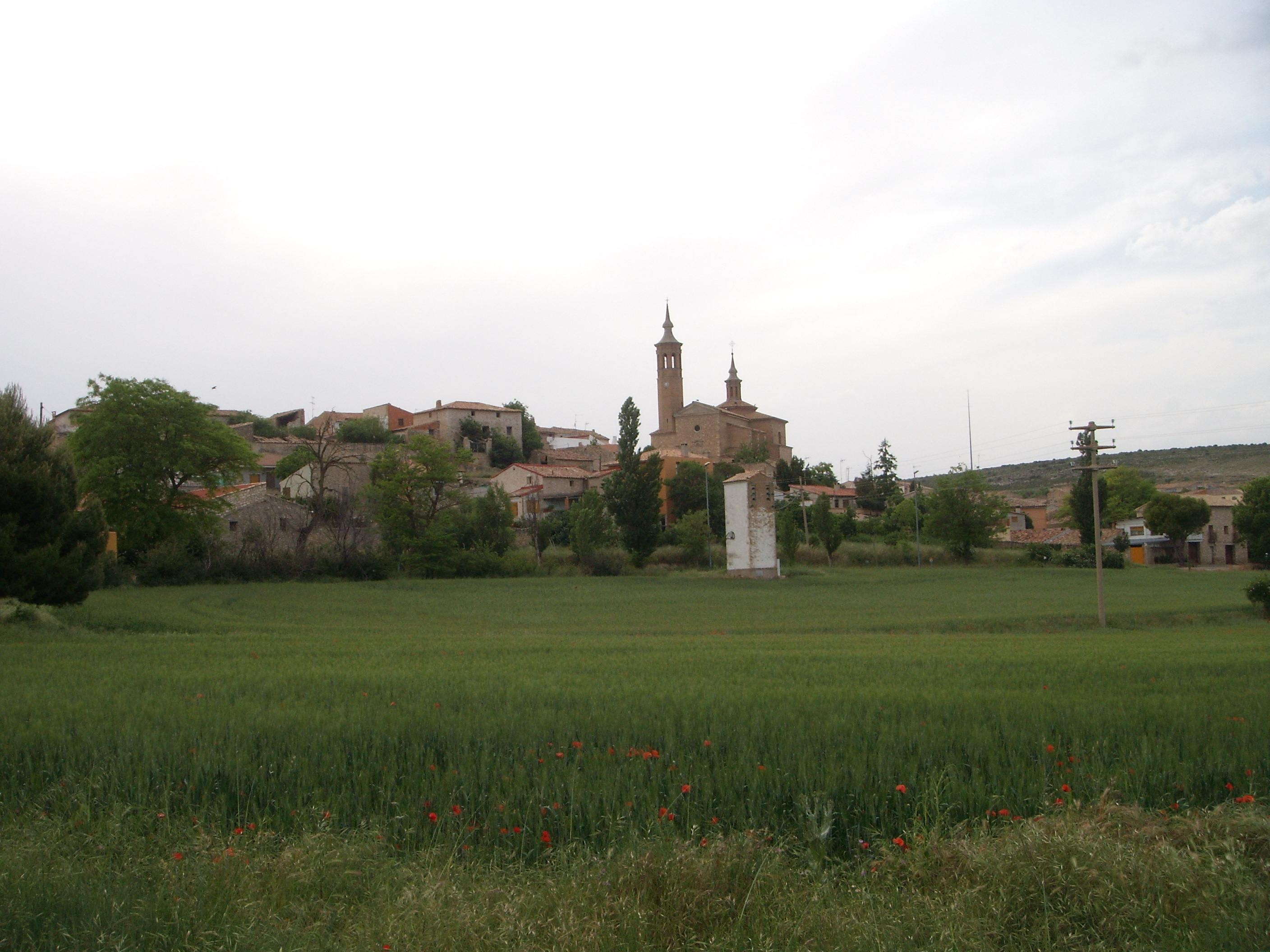
Фуендетодос